# Lichen crustacé
Pour un article plus général, voir lichen.

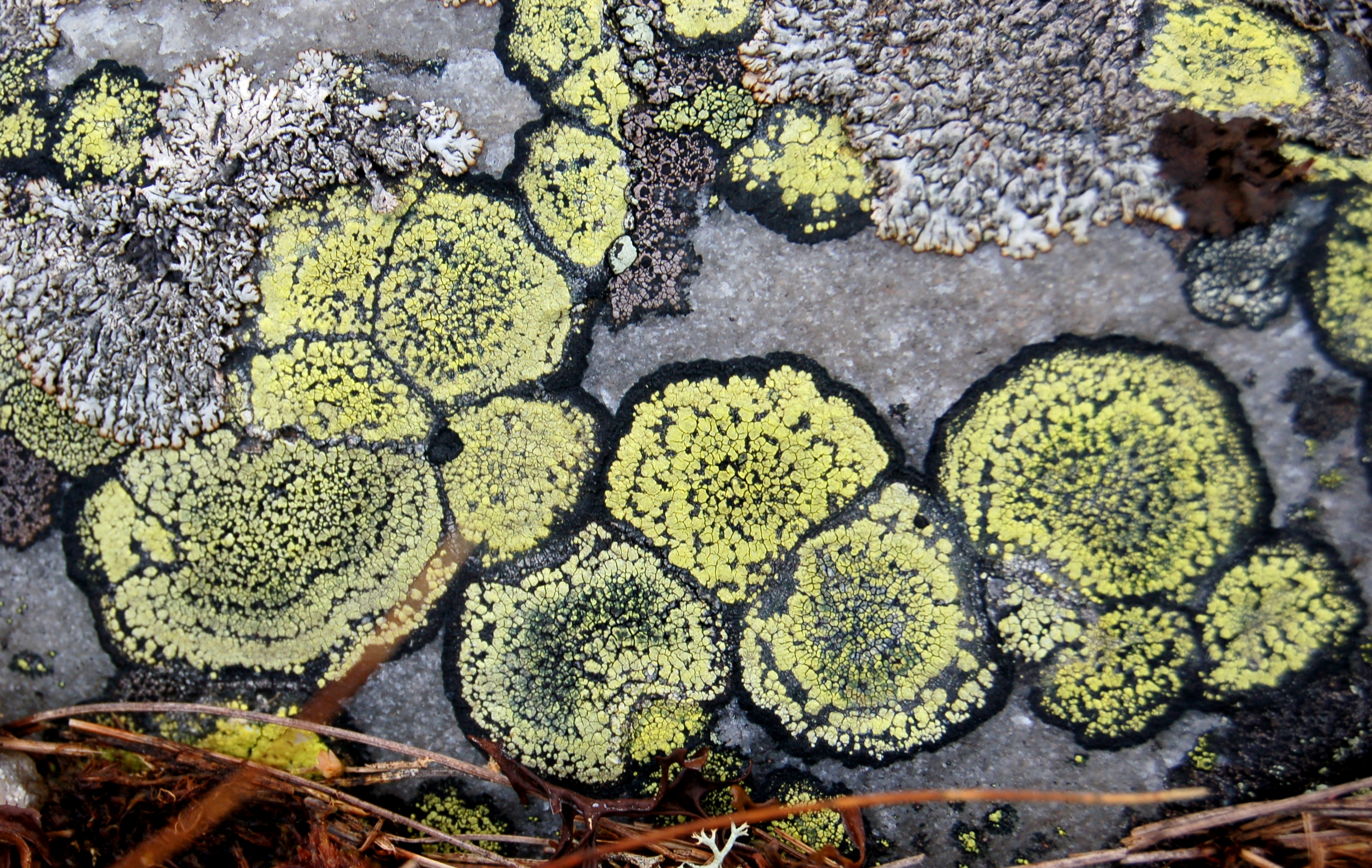
L'hypothalle noir bien visible enclave les aréoles du lichen géographique. L'hypothalle mélanisé délimite les individus de la même espèce lichénique : cette mélanisation induite par la réaction d'incompatibilité somatique montre que les lichens ou les champignons peuvent adopter une stratégie territoriale qui limite la compétition intraspécifique, comme chez les animaux. La mélanine qui imperméabilise et rigidifie les parois fongiques, forme également une barrière qui limite la compétition interspécifique,.

Un lichen crustacé, incrustant ou encore encroûtant, est un champignon faisant partie du clade des fonges.

## Présentation
Cette sous-catégorie de lichens est la plus fréquente, elle représente 80 à 90 % des espèces lichéniques,.
La majorité vit sur des supports rocheux dans des conditions climatiques très variées. Certains lichens crustacés se fixent en profondeur dans les murs ou les écorces d’arbres où il est difficile de les déloger sans emporter le support sur lequel ils sont fixés. Dans de nombreux thalles crustacés, le cortex inférieur du thalle est remplacé par un hypothalle, formé d'hyphes parallèles à la surface du substrat dans lequel il émet des hyphes fixatrices. Dans les thalles crustacés très minces, plus spécialement dans les thalles endolithiques et endophléodes, l'hypothalle et le cortex inférieur font défaut, le cortex supérieur (réduit à quelques hyphes lâches) et la médulle s'amincissent, la structure tendant à devenir homomère. Le nom de crustacé, qui signifie « incrusté », est adapté pour ces lichens endosubstratiques ou épisubstratiques : ils ont un aspect de croûte et leur thalle présente une délimitation peu précise.
Les lichens crustacés peuvent être séculaires. Une espèce arctique, le lichen géographique, peut vivre plusieurs milliers d'années. Un individu a été daté à 8 600 ans AP, ce qui fait de lui un des organismes les plus longévifs sur Terre.
Ils peuvent se fixer sur des arbres et sont appelés corticoles ou sur des roches ou murets et sont appelés rupicoles ou saxicoles.

## Types de thalles
Selon l'aspect de la surface du thalle, les lichénologues distinguent plusieurs types (distinction qui soustrait les nombreuses formes de transition souvent observées) : 
- les thalles continus, presque seulement hypophléodes ou endolithiques ;
- les thalles fendillés, divisés par de fines fissures non profondes, qui ne séparent pas le thalle en petits compartiments ;
- les thalles aréolés, profondément divisés par des fissures profondes en compartiments appelés aréoles, le plus souvent plats et polygonaux, mesurant le plus souvent moins de 1,5 mm ;
- les thalles verruqueux, formés de compartiments mesurant de 0,5 à 1,5 mm de diamètre, plus ou moins arrondis et convexes ;
- les thalles glébuleux (en forme de petite motte de terre), formés de compartiments verruqueux, superficiellement creusés d'anfractuosités, qui sont généralement formés de plusieurs granules agglomérés ;
- les thalles granuleux, analogues aux thalles verruqueux, mais formés de compartiments convexes de 0,2 à 0,5 mm de diamètre qui ont l'aspect de petits grains à surface lisse ;
- les thalles lépreux (pulvérulents ou granulo-pulvérulents), formés de petits granules (0,1 - 0,2 mm) avec surface non lisse, isolés ou juxtaposés en groupes.

|                                                              |
| Thalle continu hémiendolithique d'Acrocordia conoidea (ceb). |

|                                                  |
| Thalle fendillé-aréolé de Verrucaria nigrescens. |

|                                                |
| Thalle verruqueux de Lecanora argopholis (en). |

## Intérêt biologique
Ces lichens présentent, le plus souvent, des résistances à la pollution azotée, ils sont donc nitrophiles. Ainsi les lichens crustacés vont plus facilement se développer dans des milieux pollués. Ils sont donc utiles en tant que biomarqueur de pollution, car leur présence implique une mauvaise qualité de l’air.

## Intérêt géologique
Les lichens crustacés sont les plus lents à se développer. Ils apparaissent en premier, puis les lichens foliacés et enfin les lichens fruticuleux. Ce sont donc des bons indicateurs d’âge des roches lorsqu’ils se développent dessus, de plus, ils en modifient les composés par hydrolyse. Cette technique de datation des roches est appelée la lichénométrie.
Ce type de lichen se fixe préférentiellement sur les roches calcaires.

## Quelques espèces de lichens crustacés
- Caloplaca verruculifera, ou Caloplaque verruqueuse

- Graphis scripta

- Protoparmeliopsis muralis, Lécanore des murs

- Lecidea fuscoatra, la Lécidée noir brunâtre

- Ochrolechia parella, l'Ochroléchie des parois

- Pertusaria pertusa

- Rhizocarpon geographicum, le Lichen géographique

- Tephromela atra,  Tépromèle noire

- Hydropunctaria maura, Verrucaire marine